# SAYスーパーニュース
『SAYスーパーニュース』（セイ スーパーニュース、ラテン文字表記：SAY Super NEWS）は、さくらんぼテレビで1998年3月30日から2015年3月29日まで生放送されていた夕方の山形県向けローカルワイドニュース番組。

## 放送時間
| 期間      | 期間      | 月曜日 - 金曜日  | 土曜日        | 日曜日        |
| --------- | --------- | ---------------- | ------------- | ------------- |
| 1998.3.30 | 2000.4.2  | 17:54.45 - 19:00 | 18:00 - 18:30 | 17:30 - 18:00 |
| 2000.4.3  | 2001.4.1  | 17:53.45 - 19:00 | 18:00 - 18:30 | 17:30 - 18:00 |
| 2001.4.2  | 2004.10.3 | 17:53.45 - 19:00 | 17:30 - 18:00 | 17:30 - 18:00 |
| 2004.10.4 | 2005.3.31 | 16:59 - 19:00    | 17:30 - 18:00 | 17:30 - 18:00 |
| 2005.4.1  | 2007.9.30 | 16:55 - 19:00    | 17:30 - 18:00 | 17:30 - 18:00 |
| 2007.10.1 | 2011.4.3  | 16:52 - 19:00    | 17:30 - 18:00 | 17:30 - 18:00 |
| 2011.4.4  | 2012.4.1  | 16:53 - 19:00    | 17:30 - 18:00 | 17:30 - 18:00 |
| 2012.4.2  | 2015.3.29 | 16:50 - 19:00    | 17:30 - 18:00 | 17:30 - 18:00 |

## キャスター

### 平日
- 杉卓弥
- 川口愛（旧姓：丹後谷）（2014年10月期より1年半ぶりに平日サブキャスターに返り咲いた。同年9月以前は週末版を1年間担当した）

### 週間スポーツ（毎週月曜）
- 白田貴彦

### 天気予報（平日）
- 湯浅知里

### 週末
- 岩渕葵が担当する。岩渕アナウンサーが休みの場合はシフト担当となる。

### 過去
| 期間      | 期間       | メイン   | サブ                                |
| --------- | ---------- | -------- | ----------------------------------- |
| 1998.3.30 | 1999.4.30  | 対馬孝之 | 丹舞子                              |
| 1999.5.3  | 2002.3.29  | 対馬孝之 | 林いくみ                            |
| 2002.4.1  | 2003.3.28  | 林いくみ | （不在）                            |
| 2003.3.31 | 2004.3.26  | 杉卓弥   | （不在）                            |
| 2004.3.29 | 2005.7.29  | 杉卓弥   | 遠藤敦子                            |
| 2005.8.1  | 2007.12.28 | 杉卓弥   | 鈴木智子                            |
| 2008.1.4  | 2008.12.26 | 杉卓弥   | 草野真梨子                          |
| 2009.1.5  | 2009.3.27  | 杉卓弥   | 阿久津尚子 白田貴彦 岸英利 丹後谷愛 |
| 2009.3.30 | 2013.9.27  | 杉卓弥   | 丹後谷愛                            |
| 2013.9.30 | 2014.9.26  | 杉卓弥   | 佐々木萌美                          |
| 2014.9.29 | 2015.3.27  | 杉卓弥   | 丹後谷愛                            |

- 榎戸教子（現テレビ大阪アナウンサー。天気予報担当）
- 海野麻美（当時アナウンサー。天気予報担当）
- 武藤悠代（当時アナウンサーでNHK山形放送局契約キャスターでもあった。天気予報担当）
- 安井成行（現長崎放送アナウンサー。週刊スポーツ担当）
- 吉田菜穂（当時アナウンサー。月曜日の天気予報担当）
- 白田貴彦（現アナウンサー。土曜日・日曜日キャスター）
- 岸英利（現岩手朝日テレビアナウンサー、週刊スポーツ担当）

## 新スタジオ稼動
- 2009年11月2日放送分より、SAY初となるスタジオセットでの放映を実施。

- それまでは報道フロアや副調整室内に仮設スタジオを設けて放映してきた。これにより杉・丹後谷キャスター（2013年10月期から2014年9月期の間のみ杉・佐々木キャスター）の2人体制のメインセット進行となった。

## 特集ラインナップ
- 月曜日：週刊スポーツ

モンテディオ山形（県内サッカー【Jリーグ】）・パイオニア・レッドウィングス（県内バレーボール【Vリーグ】・2014年9月30日まで）・パスラボ山形ワイヴァンズ（県内バスケットボール【NBDL】・2014年10月1日から番組終了まで）等の情報に加え山形県出身、あるいは県で活躍するスポーツ選手を紹介していた。
- 火曜日：記者リポート

記者が見たニュースを徹底的に掘り下げていた。とくに事件・事故などのニュースは、記者の視点から真正面に斬り込んでいた。
- 水曜日：特報ニッポン

FNNスーパーニュースの関東ローカルコーナー「スーパー特報」の短縮録画放送。
- 木曜日：もくトク!!（生活関連情報）

暮らしに役立つ身近な情報を紹介していた。
- 金曜日：話題のトビラ

山形県内で注目の"ニュースになる人物"や"話題の場所・施設・スポット"などを紹介していた。
※水曜日のコーナー以外は、いずれも自社ものの企画・制作で放送した。

## SAY歴代の夕方ニュース
| 期間      | 期間      | 平日                              | 週末                              |
| --------- | --------- | --------------------------------- | --------------------------------- |
| 1997.3.15 | 1997.3.30 | SAYスーパータイム                 | SAYスーパータイム                 |
| 1997.3.31 | 1998.3.29 | SAYニュース555 ザ・ヒューマン     | SAYニュース ザ・ヒューマン        |
| 1998.3.30 | 2001.4.1  | FNN SAYスーパーニュース           | FNN SAYスーパーニュース           |
| 2001.4.2  | 2008.3.30 | FNN SAYスーパーニュース           | FNN SAYスーパーニュースWEEKEND    |
| 2008.3.31 | 2015.3.29 | FNN SAYスーパーニュース           | FNNスーパーニュースWEEKEND        |
| 2015.3.30 | 2018.4.1  | さくらんぼテレビ みんなのニュース | FNN みんなのニュース Weekend      |
| 2018.4.2  | 2019.3.31 | さくらんぼテレビ プライムニュース | さくらんぼテレビ プライムニュース |
| 2019.4.1  | 2020.9.27 | さくらんぼテレビ Live News        | さくらんぼテレビ Live News        |
| 2020.9.28 | 現在      | News イット! やまがた             | News イット! やまがた             |